# Pere Ausió i Rovira
Pere Ausió i Rovira (Vic, ca. 1886 - Manresa, 1970) fou un escriptor, periodista i polític català.
Era fill del vigatà Francesc Ausió i Serratosa (1856-1915), combatent a la tercera guerra carlina, i de Carme Rovira. De professió escrivent, va viure a Manresa, on fou redactor del setmanari L'Amic del Poble, portaveu de la Joventut Carlista de la ciutat, i des de l'any 1921 del setmanari tradicionalista Seny, del qual el 1934 en va esdevindre director. També va ser corresponsal literari del diari El Correo Catalán.
El 17 d'octubre de 1915 es casà a l'església parroquial de Nostra Senyora de la Pietat de Vic amb Pilar Puiggrós i Playà amb qui tingué un fill 2 anys després, el 13 de novembre de 1917, Francesc Ausió Puiggrós.
Després de la Guerra Civil espanyola va donar suport al règim de Franco. Del 1939 al 1943 fou regidor a l'Ajuntament de Manresa i va ser sotsdirector de la Junta del Museu de Manresa.
Col·laborà en nombroses publicacions manresanes, entre elles, la revista il·lustrada Jorba, el setmanari Ciudad (fundat l'any 1940), del qual va ser secretari de redacció, Juventud mariana, i Lingua Club, on va escriure articles de la història de Manresa com Nuestra fiesta de reyes (1949) i Manresa y sus tradicionales "Enramades" (1951). El 1964 va publicar una recopilació de biografies publicades anteriorment per ell mateix a la premsa, titulada Biográfica manresana.
L'any 1960 va obtindre a Manresa el primer premi periodístic de la festa de Sant Francesc de Sales. Va morir al setembre del 1970 i fou enterrat al cementiri de Manresa, al pati de San Fructuós C, 102, 1er pis. Fou germà del fotògraf Miquel Ausió i Rovira (1897-1970).

## Obres
- Nuestro paso por la ciudad de los muertos. Memoria Arxivat 2021-11-28 a Wayback Machine. (1942)
- Excursión colectiva a las Guillerías y Llano de Vich : organizada por la dependencia mercantil de "Industrias y Almacenes Jorba, S.A." de Manresa (1945)
- Verdaguer, anècdotes i poesia mística (1945)
- El Orfeó Vigatá a través de los tiempos (1947)
- Biográfica manresana (1964)